# マルコス・アントニオ・エリアス・サントス
マルコス・アントニオ・エリアス・サントス（ポルトガル語: Marcos Antônio Elias Santos、1983年5月25日 - ）は、ブラジル・バイーア州出身の元サッカー選手。現役時代のポジションはディフェンダー。

## 経歴
SCコリンチャンス・アラゴアーノのユース出身の彼は、2002年8月21日にFCポルトとの契約に調印したものの、翌1月にはアカデミカ・コインブラにレンタル移籍した。その後、ジル・ヴィセンテFCで3シーズン過ごした後にUDレイリアを経て、AJオセールに2007年夏に移籍した。

### PAOKテッサロニキ
その後彼は、買取オプション付でオセールからPAOKテッサロニキにレンタル移籍した。PAOKでは2008-09のギリシャ・スーパーリーグでは初出場の試合で得点を挙げる活躍をしたが、期限満了後はオセールに戻った。
2009年4月には喉頭癌と診断された。彼が喉の痛みを訴えたのはこの二ヶ月前であったが、彼の妻が耳鼻咽喉科の受診を勧めるまで、その原因はわからなかった。

### CFベレネンセス
2010年1月、オレールを退団し、CFベレネンセスとの契約に調印しポルトガルに復帰した。

### FCラピド・ブカレスト
その後、FCラピド・ブカレストに移籍し、クパ・ロムニエイでのFCペトロルル・プロイェシュティ戦では2得点を挙げ、チームの5-0の勝利に貢献した。また、リーガ1でのFCスポルトゥル・ストゥデンツェスク・ブカレスト戦でも得点を挙げ、2-0の勝利に貢献した。

### 1.FCニュルンベルク
2012年6月には1.FCニュルンベルクに加入し、2014年までこのチームに在籍した。DFBポカールのTSVハーフェルゼ戦で初出場を果たした。9月29日にはブンデスリーガでの初出場はVfBシュトゥットガルト戦であったが、試合開始後に2回大きなミスを犯したために15分で交代となった。

### ジョホール・ダルル・タクジムFC
2014年4月にはジョホール・ダルル・タクジムFCにバイハッキ・カイザンの後継として加入した。FAMカップ準決勝第1試合、ホームで迎え撃ったパハンFA戦では得点を取るかと思われたが、ボールは飛んでこずに得点はならなかった。その後、スーパーリーグでのパハンFA戦で初得点を挙げた。

## タイトル

### クラブ
ジョホール・ダルル・タクジムFC
- マレーシア・スーパーリーグ : 2014, 2015, 2016, 2017, 2018
- スルタン・ハジ・アフメド・シャー・カップ : 2015, 2016, 2018
- マレーシアFAカップ : 2016
- AFCカップ : 2015
- マレーシアカップ : 2017